# رضوان عمروف
رضوان عمروف (انگلیسی: Rizvan Umarov؛ زادهٔ ۵ آوریل ۱۹۹۳) بازیکن فوتبال اهل جمهوری آذربایجان است.
از باشگاه‌هایی که در آن بازی کرده‌است می‌توان به باشگاه فوتبال زسکا خاباروفسک، باشگاه فوتبال ناروا ترانس، باشگاه فوتبال الچه، باشگاه فوتبال گرانادا، باشگاه ورزشی کاستیون، و باشگاه فوتبال آنژی مخاچ‌قلعه اشاره کرد.
وی همچنین در تیم ملی فوتبال جمهوری آذربایجان بازی کرده‌است.